# Zarządzanie strachem
Zarządzanie strachem – strategia socjotechniczna i propagandowa polegająca na instrumentalnym wykorzystaniu emocji strachu, w celu kontrolowania i manipulowania grupami lub całymi społeczeństwami. Opiera się na konstruowaniu, nakierowywaniu oraz skutecznym podsycaniu lęków społecznych lub paniki moralnej, w konsekwencji czego, osoba lub osoby zarządzające strachem mogą postawić się w roli obrońcy.
Zarządzanie strachem wykorzystywane jest w komunikacji politycznej jako narzędzie służące do realizacji celów politycznych przez budowanie poparcia społecznego. W danych momentach historycznych może być najważniejszym i najszybszym instrumentem rządzenia państwem albo społecznością. Jednym z efektów zarządzania strachem jest rozdźwięk pomiędzy społecznym poczuciem bezpieczeństwa a realnym zagrożeniem.
Osoby korzystające ze strategii zarządzania strachem bywają nazywane handlarzami strachu. Strategia zarządzania strachem jest pojęciem pokrewnym do kultury strachu.

## Charakterystyka

### Etapy zarządzania strachem
Wyróżnia się trzy etapy zarządzania strachem. W modelu teoretycznym następują one bezpośrednio po sobie, jednak w praktyce mogą występować równolegle.
1. Stworzenie narracji strachu i komunikacja jej do społeczeństwa. W początkowym etapie stosowania tej strategii, celem jest wytworzenie strachu, który jednocześnie często jest ukryty i w intencji korzystającego ze strategii ma pozostać nieuświadamiany przez grupę/społeczeństwo, do której kierowany jest komunikat handlarzy strachu.
2. Podtrzymywaniu permanentnego poczucia stanu zagrożenia (“pozornego stanu nadzwyczajnego”). Handlarz strachu konsekwentnie komunikuje swoją narrację, stale wyolbrzymiając zagrożenie, lub wręcz całkowicie zniekształcając prawdę na jego temat. Konsekwencją utrzymywania poczucia stanu zagrożenia jest społeczne przyzwolenie na działania polityczne / społeczne, które w innych okolicznościach byłyby przez nie uważane za niedopuszczalne.
3. Zaoferowanie remedium. Osoby/podmioty zarządzające strachem uzupełniają wyjściową narrację o wizję rozwiązania lub zniwelowania źródła strachu. Remedium to jest uproszczone, zwykle zbudowane jest wokół reakcji unikowej, ma też charakter prostej alternatywy “albo... albo”. Celem handlarza strachu jest wytworzenie w manipulowanej społeczności przekonania, że jedynym możliwym ratunkiem przed “zagrożeniem” jest udzielenie poparcia i podporządkowanie się proponowanym przez niego politykom / działaniom.

Etap 1 może przybrać różne formy w zależności od warunków, w których następuje pierwsze wdrożenie strategii zarządzania strachem. Handlarz strachu może bazować na już pojawiających się w społeczeństwie lękach lub panice moralnej, albo też wytwarzać je w oderwaniu od istniejących emocji społecznych.
Na każdym etapie zarządzania strachem dla handlarza strachem kluczowe jest trwałe umieszczenie narracji strachu w mediach i jej stała propagacja, przy czym media – podobnie jak w przypadku paniki moralnej – mogą uczestniczyć w tej strategii w sposób mniej lub bardziej świadomy, obliczony na zwiększenie zasięgu lub wsparcie określonej agendy politycznej.

### Podstawowe cele wykorzystywania strategii zarządzania strachem
Ogólne cele zarządzania strachem są określane jako kontrolowanie lub zarządzanie grupami lub społeczeństwami. Do celów szczegółowych zaliczane są:
- Odwrócenie uwagi od realnych problemów stojących przed daną grupą lub społeczeństwem.
- Niwelowanie lub neutralizacja społecznych lęków związanych z brakiem stabilnej sytuacji życiowej poprzez przekierowywanie ich na wykreowane źródło strachu.
- Zbijanie kapitału politycznego i dyskredytacja przeciwników politycznych, którzy są opisywani jako niezdolni do dostrzeżenia zagrożeń, lub wręcz świadomie im zaprzeczający.
- Naznaczanie i eliminowanie wrogów politycznych.
- Tworzenie poparcia społecznego dla rozwiązań zwiększających uprawnienia służb policyjnych i ograniczania prywatności[1].
- Budowanie spoistości i mobilizowanie grupy własnej. Poczucie zagrożenia gra istotną rolę w stosunkach międzygrupowych, może między innymi prowadzić do odmawiania człowieczeństwa przedstawicielom grupy obcej i faworyzowania grupy własnej[3].

### Mechanizmy zarządzania strachem
Handlarze strachem korzystają z szerokiego spektrum strategii socjotechnicznych i propagandowych. Do najbardziej specyficznych dla zarządzania strachem zaliczane są:
- Racjonalizacja, psychologiczny mechanizm obronny, w którym postawy i przekonania są uzasadnione w pozornie logiczny i racjonalny sposób, podczas gdy ich rzeczywiste przyczyny i motywy – w tym lęki – pozostają ukryte i nieuświadomione.
- Tworzenie fałszywych związków przyczynowo-skutkowych polegających na przypisywaniu pozornej lub znacząco wyolbrzymione odpowiedzialności za realne problemy i zagrożenia zjawiskom lub grupom społecznym, pozostających z nimi w luźnym bądź przypadkowym związku[4].
- Opisywanie “zagrażających” zjawisk i grup społecznych w sposób uproszczony[5], przy wykorzystaniu generalizacji, stereotypów oraz języka quasi naukowego.
- Opisywanie zagrożenia w kategoriach uniwersalistycznych i absolutyzujących
- Odwoływaniu się do lęków specyficznych dla kontekstu historyczno-kulturowego “zastraszanej” społeczności.
- Opisywanie rzeczywistości w oparciu o uproszczoną wizję świata z jasnym podziałem na “my” i “oni”, odzwierciedlającym podział na dobro i zło.
- Unikaniu w opisie zagrożenia perspektywy jednostkowej, skupianie się na możliwie pojemnych kategoriach zbiorowych.
- Przypisywaniu figurze kozła ofiarnego wyłącznie złych cech i intencji, dehumanizacja grup i osób wskazanych jako źródło lęku.
- Wskazanie prostych sposobów walki z “zagrożeniami”. Wśród nich kluczowe jest udzielenie poparcia dla działań proponowanych przez “handlarzy strachu”.
- Używanie w opisie zagrożenia metafor powiązanych z katastrofami naturalnymi i wątkami apokaliptycznymi.

### Efekty
Zarządzanie strachem prowadzi do powstania dwóch rodzajów ofiar. Ofiarą bezpośrednią jest grupa lub społeczeństwo, które zostały poddane manipulacji przez handlarzy strachu, przy wykorzystaniu wymienionych wyżej strategii zarządzania strachem. Efektem manipulacji jest zmiana postaw, rozwinięcie wrogiego stosunku do wybranej grupy obcej, zbudowanie przekonań opartych na fałszywych przesłankach.
Druga kategoria ofiar – pośrednich, to członkowie grup, które zostały wskazane przez handlarza strachu jako źródło zagrożenia. W konsekwencji doświadczają oni stygmatyzacji, marginalizacji, wykluczania, lub – w skrajnych przypadkach – bezpośredniego prześladowania.

## Przykłady historyczne

### Polowanie na czarownice w okresie wczesnej nowożytności
W Europie między XV a XVIII wiekiem z różnym natężeniem występowała panika moralna zorientowana wokół strachu przed czarownicami, które miały stanowić zorganizowane niebezpieczeństwo dla chrześcijaństwa. W konsekwencji wiele kobiet oskarżono o bycie czarownicami oraz kontakty z Szatanem w ramach procesów o czary.
Za prawdziwy początek procesów o czary uważa się wydanie przez Papieża Innocentego VIII bulli Summis desiderantes affectibus, która uznawała istnienie czarów i czarownic za prawdziwe i dawała inkwizycji przyzwolenie na prowadzenie działań przeciw nim. Szczyt procesów o czary przypadł na okres wojen religijnych w Europie w latach 1580–1630, zjawisko zaczęło wygasać w XVIII wieku.
Istnieje wiele teorii wyjaśniających powstanie zjawiska procesów o czary. Część badaczy uważa, że były one odpowiedzią na polityczno-społeczny chaos wczesnej nowożytności, i wydarzały się w społecznościach dotkniętych wojną, nieurodzajem lub głodem. Wyjaśnienie funkcjonalne zwraca uwagę, że procesy mogły służyć do rozładowywania napięć w obrębie społeczności lokalnych, bądź załatwiania prywatnych porachunków. Marvin Harris sugerował, że procesy czarownic mogły służyć podtrzymywaniu dominacji klas posiadających. Jego zdaniem służyły świeckim i kościelnym właścicielom ziemskim do odwrócenia od siebie społecznego niezadowolenia w okresach rozszerzania ich wpływów ekonomicznych. W efekcie tworzenia kozłów ofiarnych w postaci czarownic, klasy panujące mogły nie tylko wybielić się z oskarżeń o dominację, ale – zdaniem Harrisa – stawiały się wręcz w pozycji niezbędnych strażników porządku społecznego.

### Antysemityzm w III Rzeszy i w nazizmie
Antysemityzm był centralnym elementem propagandy i mitologii państwowej III Rzeszy. Naziści przedstawiali Żydów jako zagrożenie polityczne, społeczne i biologiczne. Bazując na istniejących w społeczeństwie niemieckim uprzedzeniach wobec Żydów, niepewności związanej z doświadczanym przez społeczeństwo kryzysem ekonomicznym przełomu lat 20. i 30., a także poczuciem upokorzenia przegraną I wojną światową, rozpętali antysemicką kampanię zyskując znaczące poparcie w społeczeństwie. Dalekosiężną konsekwencją tych działań było przyzwolenie i współuczestnictwo społeczeństwa niemieckiego w represjach i ludobójstwie Żydów europejskich.

### Maccartyzm
Podjęta w latach 50. XX wieku przez senatora Josepha McCarthy’ego kampania antykomunistyczna, znana też pod nazwą drugiej czerwonej paniki, w założeniu miała służyć do przeciwdziałania infiltracji komunistycznej w amerykańskiej administracji. McCarthy kierował specjalną senacką komisją zajmującą się badaniem powiązań z komunistami osób zatrudnionych w urzędach państwowych. Wkrótce zakres prac komisji został znacząco rozszerzony na inwigilację wszelkich środowisk opiniotwórczych: aktorów, reżyserów, dziennikarzy i naukowców. Do oskarżenia o działalność agenturalną wystarczyły przeszłe i przejściowe sympatie lewicowe lub komunistyczne.
W wyniku prac komisji McCarthy’ego uwięziono setki osób, a kilkanaście tysięcy straciło pracę. McCarthy budował swój wizerunek jako przedstawiciel tradycyjnych amerykańskich wartości i strażnik moralności społecznej. Poparcie dla jego działań radykalnie spadło po pierwszej telewizyjnej transmisji z prac komisji w 1954 roku. Wkrótce został odsunięty od prac komisji, a w 1957 roku zmarł.

### Kampania antysemicka 1967–68 w Polsce
Od roku 1967 najwyższe władze PRL rozpoczęły usuwanie osób pochodzenia żydowskiego zajmujących wysokie stanowiska w wojsku i strukturach PZPR. W czasie tak zwanych wydarzeń marcowych władze PRL uruchomiły działania propagandowe obciążające odpowiedzialnością za trwające w kraju protesty “żydowskich nacjonalistów”. W efekcie przemówienia Władysława Gomułki 19 marca 1968 rozpoczęła się w całym kraju kampania “antysyjonistyczna”, a w istocie antysemicka, w wyniku której kraj opuściło nawet 13 tysięcy osób pochodzenia żydowskiego.
Kampania antysemicka służyła zdyskredytowania protestów i zanegowaniu prawdziwości przedstawianych przez nich postulatów demokratyzacji. Jednocześnie uważa się, że dodatkowym celem kampanii było przeprowadzenie w szeregach partii czystki i objęcie zwolnionych tą drogą stanowisk przez członków frakcji Partyzantów skupionej wokół Mieczysława Moczara.

### Plaga stonki ziemniaczanej w Polsce
W latach 50. XX wieku, w związku z upowszechnieniem się Polsce niszczącej uprawy stonki ziemniaczanej, władze PRL wszczęły kampanię propagandową, obciążającą odpowiedzialnością za plagę stonki Stany Zjednoczone. Według komunikatu Ministerstwa Rolnictwa i Reform Rolnych zamieszczonego 1 czerwca 1950 roku w Trybunie Ludu chrząszcz ten miał zostać zrzucony w masowych ilościach przez amerykańskie samoloty do Bałtyku, skąd wypełzł na wybrzeże i rozplenił się po całym kraju, rozpoczynając wymierzone w socjalistyczną Polskę dywersyjno-sabotażowe działania, polegające na zachłannej konsumpcji upraw ziemniaczanych.
Jednocześnie stonka ziemniaczana została wykorzystana przez propagandę PRL do tłumaczenia niedoborów na rynku żywności, a występowanie plagi stonki tłumaczone było jako dywersja wrogów socjalizmu.

### Rozpad Jugosławii
W czasie Wojny w Jugosławii, rząd Federacyjnej Republiki Jugosławii, korzystał z zarządzania strachem jako strategii wojskowej. Oficjalna propaganda skupiła swoje wysiłki na budowaniu w populacji Serbów strachu i nienawiści do innych jugosłowiańskich grup etnicznych (Bośniaków, Chorwatów, Albańczyków i innych nie-Serbów). Serbskie media wykorzystywały te emocje do uzasadniania, reinterpretacji lub zaprzeczania zbrodniom wojennym popełnionym przez siły serbskie w czasie wojny.

### Problem roku 2000
Panika związana z rozpowszechnionym u schyłku XX wieku przekonaniem o zbliżającej się światowej katastrofie cyfrowej, która miała polegać na ustaniu działania wszelkich systemów informatycznych i obsługiwanych przez nie usług publicznych i komercyjnych. Źródłem katastrofy miał być przyjęty sposób zapisu dat w programach komputerowych przy pomocy dwóch cyfr, co nie pozwalało przechowywać informacji o stuleciu – zapis roku 1901 i 2001 był bowiem taki sam i przyjmował postać 01.
Problem roku 2000 (znany także jako Problem Y2K lub pluskwa milenijna), dotyczył w znacznej mierze programów starych, zaczął też ujawniać się już kilka lat przed rokiem 2000. Za jego sztuczne nagłośnienie odpowiadały firmy informatyczne spodziewające się możliwości sprzedawania nowego oprogramowania i sprzętu zgodnego z Y2K. Przewidywany chaos nie nastąpił, problemy miały charakter bardzo lokalny i nie wpłynęły w znaczący sposób na życie szerszej populacji.

## Przykłady współczesne

### Wojna z terroryzmem
Po zamachach na World Trade Center i Pentagon 11 września 2001 roku Stany Zjednoczone rozpoczęły międzynarodową kampanię militarną, do której zaliczane konflikty takie jak Wojna w Afganistanie, Druga wojna w Zatoce Perskiej, Międzynarodowa interwencja przeciwko Państwu Islamskiemu i inne. Zbiorczo działania te zostały nazwane wojną z terroryzmem – termin ten wprowadził do amerykańskiej polityki zagranicznej prezydent George W. Bush.
Zarówno działania te, jak i sam termin poddane zostały szczegółowej krytyce. Wskazuje się, że pojęcie wojny z terroryzmem jest chwytem propagandowym stosowanym w celu ograniczenia swobód obywatelskich i uzasadnieniu działań militarnych prowadzonych w dowolnych miejscach na świecie.
Zdaniem krytyków, administracje kolejnych amerykańskich prezydentów nieproporcjonalnie wyolbrzymiony zagrożenia – w tym zagrożenie zamachami terrorystycznymi na terenie Stanów Zjednoczonych – płynącego ze strony międzynarodowych organizacji terrorystycznych. Dzięki podtrzymywaniu w amerykańskim społeczeństwie strachu przed islamskim terroryzmem, możliwe było utrzymanie specjalnych uprawnień administracji.

### Debata polityczna wokół kryzysu migracyjnego 2015–2017
Pomimo tego, że Polska nie została dotknięta europejskim kryzysem migracyjnym, temat uchodźców stał się jednym z dominujących wątków debaty politycznej w kraju w latach 2015–2017. Politycy prawicowi oraz podległe im media, w tym media publiczne, rozpoczęli kampanię anty uchodźczą polegającą na straszeniu Polaków konsekwencjami przyjęcia uchodźców. Używana argumentacja dotyczyła zagrożenia bakteriologicznego, demograficznego, kulturowego oraz ekonomicznego. Najczęściej jednak podkreślano zwiększające się zagrożenie terrorystyczne, chociaż w 2016 roku w Europie odbyło się najmniej zamachów terrorystycznych od 11 lat. Sam termin uchodźca zaczął być łączony z terminami Arab, muzułmanin oraz terrorysta.  
Skutkiem wykorzystywania strachu podczas debaty publicznej na temat uchodźców była dynamiczna zmiana poglądów Polaków na ten temat. Według badań opinii społecznej w maju 2015 roku tylko 21% Polaków była przeciwna przyjmowaniu uchodźców z krajów objętych konfliktami zbrojnymi. W grudniu 2016 roku odsetek ten wzrósł do 52%. A w przypadku uchodźców z Bliskiego Wschodu i Afryki wynosił w kwietniu 2017 roku 74%.
Badania przeprowadzone przez Centrum Badań nad Uprzedzeniami tydzień przed wyborami do parlamentu w 2015 wykazały, że zwycięstwo prawicy w znacznym stopniu wynika z antyuchodźczej narracji.
Według badań opinii publicznej z lipca 2017 roku, aż 51,2% Polaków zgadzało się odmową przyjmowania uchodźców muzułmańskich nawet gdyby wiązało się to z koniecznością opuszczenia Unii Europejskiej. Z kolei co trzeci badany Polak stwierdził, że określenie, które najbardziej kojarzy mu się ze słowem „uchodźcy” to „terroryści” lub „islamiści”.
Według innych badań, przeprowadzonych w maju 2017 roku, lęk przed uchodźcami był drugim najczęściej wskazywanym strachem Polaków po obawie przed śmiercią w zamachu terrorystycznym. Bardziej realne zagrożenia, takie jak utrata pracy lub bycie ofiarą przestępstw, były wskazywane dwa razy rzadziej od powyżej wymienionych.

### Genetycznie modyfikowana żywność
Pierwszym produktem genetycznie modyfikowanym wprowadzonym do sprzedaży był w 1994 roku pomidor FlavrSavr, wprowadzony do sprzedaży przez firmę Calgen Inc. Od samego początku żywność pochodząca z upraw modyfikowanych genetycznie wzbudzała kontrowersje. Organizacje ekologiczne i konsumenckie prowadzą skuteczne kampanie przekonujące opinię publiczną na całym świecie o szkodliwości żywności GMO. Jednocześnie istnieje naukowy konsensus co do tego, że żywność taka nie jest bardziej niebezpieczna dla zdrowia niż żywność nie-GMO. W efekcie tych kontrowersji i kampanii społecznych, wiele krajów wprowadza ustawodawstwo ograniczające produkcję i sprzedaż GMO, lub ustanawiające obowiązek jej oznaczania na opakowaniach.